# Kunstrijden op de Olympische Jeugdwinterspelen 2012
Kunstrijden is een van de olympische sporten die beoefend werden tijdens de Olympische Jeugdwinterspelen 2012 in Innsbruck. De wedstrijden vonden van 14 tot en met 17 januari en op 21 januari plaats in de Olympiahalle Innsbruck. Er werden vijf onderdelen georganiseerd; jongens solo, meisjes solo, paarrijden, ijsdansen en een gemengd landenteamwedstrijd.

## Deelnemers
De deelnemers moesten in 1996 of 1997 geboren zijn, de jongens die meededen aan het paarrijden of ijsdansen mochten ook in 1994 of 1995 geboren zijn. Het maximale aantal deelnemers was door het IOC vastgesteld op 38 jongens en 38 meisjes. Elk land mocht maximaal zes jongens en zes meisjes inschrijven.
Aan de solowedstrijden mochten zestien jongens en meisjes meedoen, aan het paarrijden tien koppels en aan het ijsdansen twaalf koppels.
De beste drie landen van het WK voor junioren 2011 per categorie mochten in dezelfde categorie twee solisten/paren inschrijven. De overige landen maximaal een. Op basis van het resultaat van dat WK werden twaalf startplaatsen bij de solisten, zeven bij de paarrijders en negen bij de ijsdansers vergeven. Het gastland kreeg altijd een startplaats toebedeeld. De overige startplaatsen werden toegekend op basis van het resultaat op het Grand Prix voor junioren 2011. Het land bepaalde vervolgens zelf welke deelnemers het inschreef.

## Medailles
| Onderdeel          | Goud        | Goud                                                     | Zilver      | Zilver                                                           | Brons       | Brons                                                         |
| ------------------ | ----------- | -------------------------------------------------------- | ----------- | ---------------------------------------------------------------- | ----------- | ------------------------------------------------------------- |
| solo, jongens      | CHN         | Yan Han                                                  | JPN         | Shoma Uno                                                        | RUS         | Feodosi Efremenkov                                            |
| solo, meisjes      | RUS         | Elizaveta Tuktamisheva                                   | RUS         | Adelina Sotnikova                                                | CHN         | Li Zijun                                                      |
| paarrijden         | CHN         | Yu Xiaoyu Jin Yang                                       | RUS         | Lina Fedorova Maxim Miroshkin                                    | RUS         | Anastasia Dolidze Vadim Ivanov                                |
| ijsdansen          | RUS         | Anna Yanovskaya Sergey Mozgov                            | UKR         | Oleksandra Nazarova Maksym Nikitin                               | RUS         | Maria Simonova Dmitri Dragun                                  |
| gemengd landenteam | USA JPN BLR | Jordan Bauth Shoma Uno Eugenia Tkachenka + Yuri Gulitski | FIN UKR RUS | Eveliina Viljanen Jaroslav Paniot Maria Simonova + Dmitri Dragun | KOR KAZ FRA | Park So-youn Alexander Lyan Estelle Elizabeth + Romain Le Gac |

## Uitslagen
| #      | naam                       | land | punten | korte kür  | vrije kür   |
| ------ | -------------------------- | ---- | ------ | ---------- | ----------- |
| Goud   | Yan Han                    | CHN  | 192.45 | 59.65 (1)  | 132.80 (1)  |
| Zilver | Shoma Uno                  | JPN  | 167.15 | 51.52 (6)  | 115.63 (2)  |
| Brons  | Feodosi Efremenkov         | RUS  | 163.46 | 54.70 (2)  | 108.76 (5)  |
| 4      | Lee June-Hyoung            | KOR  | 160.99 | 50.93 (7)  | 110.06 (4)  |
| 5      | Niko Ulanovsky             | GER  | 158.47 | 54.03 (4)  | 104.44 (6)  |
| 6      | Shu Nakamura               | JPN  | 154.22 | 42.34 (10) | 111.88 (3)  |
| 7      | Michael Christian Martinez | PHI  | 151.60 | 54.35 (3)  | 097.25 (7)  |
| 8      | Timofei Novaikin           | FRA  | 147.23 | 52.17 (5)  | 094.76 (9)  |
| 9      | Jaroslav Paniot            | UKR  | 132.55 | 36.04 (13) | 096.51 (8)  |
| 10     | Nicola Todeschini          | SUI  | 128.98 | 44.02 (9)  | 084.96 (11) |
| 11     | Tino Olenius               | FIN  | 127.12 | 46.03 (8)  | 081.09 (12) |
| 12     | Carlo Vittorio Palermo     | ITA  | 125.55 | 39.29 (12) | 086.26 (10) |
| 13     | John-Olof Hallman          | SWE  | 120.12 | 40.50 (11) | 079.62 (13) |
| 14     | Alexander Lyan             | KAZ  | 095.87 | 35.97 (14) | 059.90 (14) |
| 15     | Manuel Drechsler           | AUT  | 085.08 | 28.62 (15) | 056.46 (16) |
| 16     | Timothee Manand            | BEL  | 082.36 | 25.06 (16) | 057.30 (15) |

| #      | naam                    | land | punten | korte kür  | vrije kür   |
| ------ | ----------------------- | ---- | ------ | ---------- | ----------- |
| Goud   | Elizaveta Tuktamisheva  | RUS  | 173,10 | 61.83 (1)  | 111.27 (1)  |
| Zilver | Adelina Sotnikova       | RUS  | 159.08 | 59.44 (2)  | 099.64 (3)  |
| Brons  | Li Zijun                | CHN  | 157.70 | 50.92 (3)  | 106.78 (2)  |
| 4      | Park So-youn            | KOR  | 136.60 | 48.37 (5)  | 088.23 (4)  |
| 5      | Anais Ventard           | FRA  | 136.08 | 49.85 (4)  | 086.23 (6)  |
| 6      | Risa Shoji              | JPN  | 135.02 | 47.29 (6)  | 088.03 (5)  |
| 7      | Jordan Bauth            | USA  | 123.39 | 42.33 (7)  | 081.06 (7)  |
| 8      | Tina Stürzinger         | SUI  | 113.55 | 40.63 (8)  | 072.92 (8)  |
| 9      | Darin Khussein          | UKR  | 109.31 | 39.77 (10) | 069.54 (11) |
| 10     | Chantelle Kerry         | AUS  | 108.99 | 37.51 (11) | 071.48 (9)  |
| 11     | Micol Cristini          | ITA  | 105.44 | 39.87 (9)  | 065.57 (12) |
| 12     | Evelina Viljanen        | FIN  | 101.10 | 29.73 (16) | 071.37 (10) |
| 13     | Nina Larissa Wolfslast  | AUT  | 096.26 | 34.45 (12) | 061.81 (13) |
| 14     | Myrtel Saldeen Olofsson | SWE  | 092.54 | 33.57 (14) | 058.97 (14) |
| 15     | Sindra Kriisa           | EST  | 092.43 | 34.43 (13) | 058.00 (15) |
| 16     | Lieselotte Swerts       | BEL  | 085.57 | 30.73 (15) | 054.84 (16) |

| #      | naam                                  | land | punten | korte kür | vrije kür  |
| ------ | ------------------------------------- | ---- | ------ | --------- | ---------- |
| Goud   | Yu Xiaoyu Jin Yang                    | CHN  | 153.82 | 51.79 (1) | 102.03 (1) |
| Zilver | Lina Fedorova Maxim Mroshkin          | RUS  | 134.19 | 49.32 (2) | 084.87 (2) |
| Brons  | Anastasia Dolidze Vadim Ivanov        | RUS  | 112.72 | 38.75 (3) | 073.97 (3) |
| 4      | Caitlin Belt Michael Johnson          | USA  | 109.61 | 38.65 (4) | 070.96 (4) |
| 5      | Ielizaveta Usmantseva Vladislav Lysoy | UKR  | 095.35 | 34.81 (5) | 060.54 (5) |

| #      | naam                                 | land | punten | korte kür  | vrije kür  |
| ------ | ------------------------------------ | ---- | ------ | ---------- | ---------- |
| Goud   | Anna Yanovskaya Sergey Mozgov        | RUS  | 146.96 | 60.19 (1)  | 86.77 (1)  |
| Zilver | Oleksandra Nazarova Maksym Nikitin   | UKR  | 131.68 | 57.44 (2)  | 74.24 (2)  |
| Brons  | Maria Simonova Dmitri Dragun         | RUS  | 125.22 | 54.11 (3)  | 71.11 (3)  |
| 4      | Rachel Parsons Michael Parsons       | USA  | 114.22 | 44.69 (4)  | 69.53 (4)  |
| 5      | Estelle Elizabeth Romain Le Gac      | FRA  | 106.42 | 42.60 (6)  | 63.82 (5)  |
| 6      | Karina Uzurova Ilias Ali             | KAZ  | 102.77 | 43.71 (5)  | 59.06 (6)  |
| 7      | Jana Cejkova Alexandr Sinicyn        | CZE  | 092.72 | 37.38 (8)  | 55.34 (7)  |
| 8      | Jasmine Tessari Stefano Colafato     | ITA  | 088.15 | 38.00 (7)  | 50.15 (8)  |
| 9      | Christine Smith Simon Eisenbauer     | AUT  | 078.26 | 32.22 (9)  | 46.04 (9)  |
| 10     | Eugenia Tkatsjenka Joeri Goelitski   | BLR  | 074.56 | 31.90 (10) | 42.66 (11) |
| 11     | Millie Paterson Edward Carstairs     | GBR  | 071.05 | 30.70 (11) | 40.35 (12) |
| 12     | Victoria-Laura Lohmus Andrei Davodov | EST  | 070.78 | 26.67 (12) | 44.11 (10) |

### Gemengd landenteam
De teamwedstrijd bestond uit acht teams met per team deelnemers uit verschillende landen. De teams werden gevormd door een solist bij de jongens, een solist bij de meisjes en een ijsdanspaar. (De oorspronkelijke opzet met ook nog een duo bij de paren verviel vanwege de geringe deelname in deze categorie.) Op basis van de uitslagen werden de deelnemers op sterke ingedeeld en via een gestuurde loting werden teams samengesteld die qua sterke gelijkwaardig aan elkaar zouden moeten zijn. De teams behaalden per categorie punten naar klassering en het team met de meeste punten won.
De wedstrijd vond op zaterdag 21 januari plaats.
| #      | naam                                                                  | land        | punten (totaalscore) | meisjes pnt. (score) | jongens pnt. (score) | ijsdansen pnt. (score) |
| ------ | --------------------------------------------------------------------- | ----------- | -------------------- | -------------------- | -------------------- | ---------------------- |
| Goud   | Jordan Bauth Shoma Uno Eugenia Tkachenka / Yuri Gulitski              | USA JPN BLR | 16 (234.92)          | 7 (77.84)            | 7 (112.72)           | 2 (44.36)              |
| Zilver | Eveliina Viljanen Jaroslav Paniot Maria Simonova / Dmitri Dragun      | FIN UKR RUS | 16 (237.35)          | 6 (76.27)            | 4 (85.06)            | 6 (76.02)              |
| Brons  | Park So-youn Alexander Lyan Estelle Elizabeth / Romain Le Gac         | KOR KAZ FRA | 14 (224.17)          | 8 (96.84)            | 1 (60.45)            | 5 (66.88)              |
| 4      | Sindra Kriisa Timofei Novaikin Oleksandra Nazarova / Maksym Nikitin   | EST FRA UKR | 13 (236.52)          | 1 (58.52)            | 5 (99.56)            | 7 (78.44)              |
| 5      | Tina Stürzinger Feodosi Efremenkov Millie Paterson / Edward Carstairs | SUI RUS GBR | 13 (234.61)          | 4 (73.46)            | 8 (117.13)           | 1 (44.02)              |
| 6      | Myrtel Saldeen Olofsson Tino Olenius Anna Yanovskaya / Sergey Mozgov  | SWE FIN RUS | 13 (231.21)          | 2 (64.16)            | 3 (82.50)            | 8 (84.55)              |
| 7      | Micol Cristini Lee June-hyoung Victoria-Laura Lohmus / Andrei Davodov | ITA KOR EST | 12 (220.50)          | 3 (65.60)            | 6 (109.30)           | 3 (45.60)              |
| 8      | Anais Ventard Carlo Vittorio Palermo Jana Cejkova / Aleksandr Sinicyn | FRA ITA CZE | 11 (206.52)          | 5 (76.09)            | 2 (75.71)            | 4 (54.72)              |

Alpineskiën · Biatlon · Bobsleeën · Curling · Freestyleskiën · IJshockey · Kunstrijden · Langlaufen · Noordse combinatie · Rodelen · Schaatsen · Schansspringen · Shorttrack · Skeleton · Snowboarden